# Pseudoxandra xylopiifolia
Pseudoxandra xylopiifolia är en kirimojaväxtart som beskrevs av Paulus Johannes Maria Maas och Lübbert Ybele Theodoor Westra. Pseudoxandra xylopiifolia ingår i släktet Pseudoxandra och familjen kirimojaväxter. Inga underarter finns listade i Catalogue of Life.